# Prequel serii Harry Potter
Prequel serii Harry Potter – krótkie opowiadanie bez tytułu składające się z 800 słów autorstwa J.K. Rowling, prequel sagi o Harrym Potterze opublikowane on-line 11 czerwca 2008. 

## Fabuła
Akcja opowieści dzieje się trzy lata przed narodzinami Harry’ego Pottera. Mugolscy policjanci, Anderson i Fisher, zatrzymują motocykl, który przekroczył limit na zakręcie śmierci. Na motorze jadą dwaj chłopcy. Okazuje się, że to James Potter i Syriusz Black. Policjanci postanawiają ich zatrzymać za zbyt szybką jazdę i brak kasków. W kierunku policyjnego radiowozu nadlatują trzej mężczyźni na miotłach. James i Syriusz odlatują na motocyklu zaraz po tym, jak trzy miotły uderzają w radiowóz.

## Historia
11 czerwca 2008 księgarnia Waterstones zorganizowała imprezę charytatywną „What's Your Story?”. Trzynastu autorów (oprócz J.K. Rowling także m.in. Margaret Atwood i Doris Lessing) zostało poproszonych do napisania krótkich tekstów (na kartce formatu A5) na aukcji, z której dochód przeznaczono na rzecz organizacji pozarządowych English PEN i Dyslexia Action. Dwustronnie zapisana kartka Rowling została sprzedana za 25 000 funtów. Oryginalna kartka z rękopisem autorki została skradziona w 2017.